# Vidriero
Vidriero es la persona cuyo oficio se ocupa de la reposición de vidrios, composición de vidrieras, e incluso la fabricación de vidrios y cristales. Es la base de la artesanía del diseño y construcción de ventanales de iglesias o esculturas y pequeñas estatuas de vidrio. En algunos lugares y en el medio profesional se conocen como oficiales de caña.

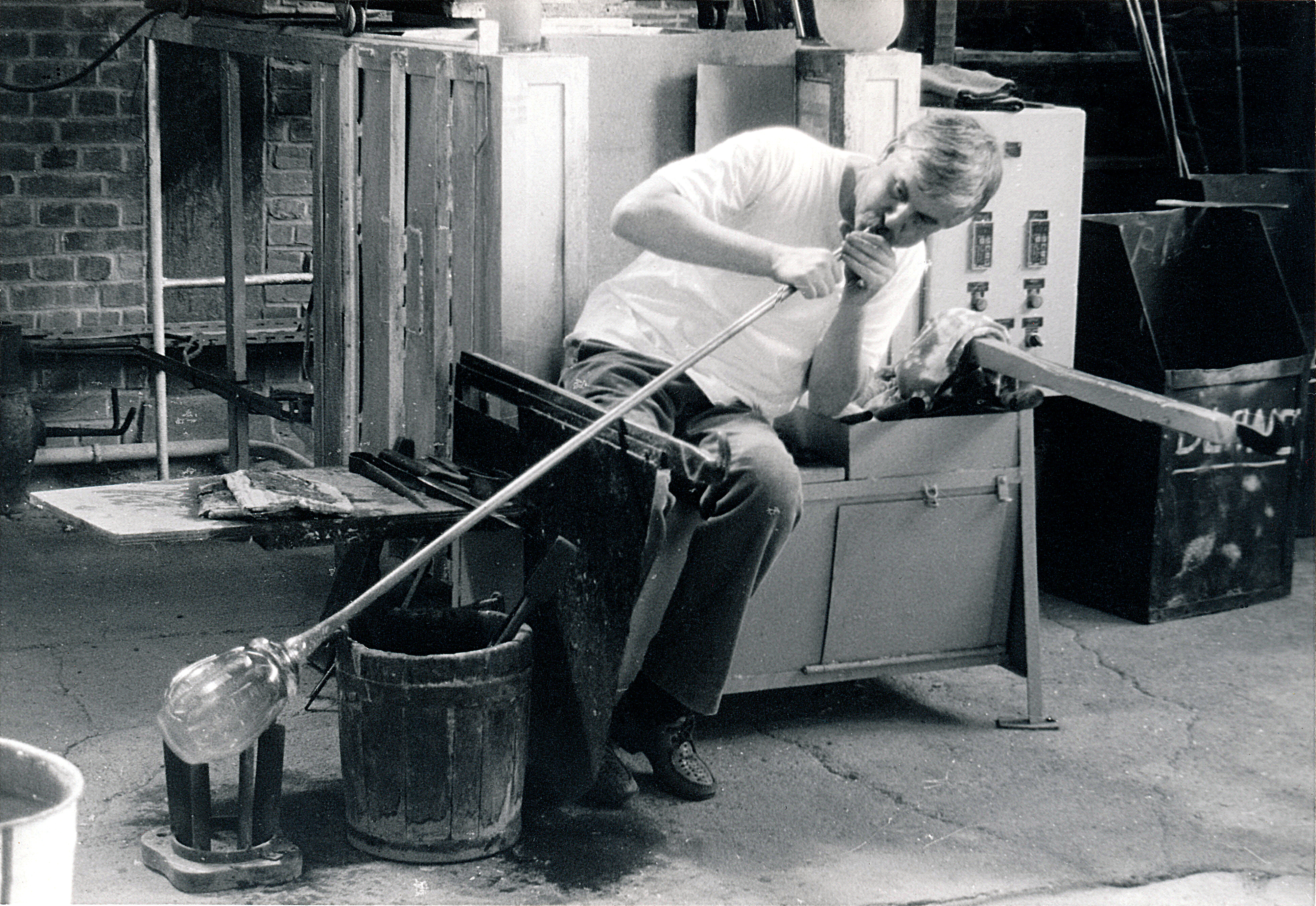
Maestro vidriero realizando la técnica del vidrio soplado.

Los vidrieros usan en la fábrica de vidrios hornos, carquesas, "maniolas", crucetas. Hay hornos de reverberación, "poyatillas", sopletes, igualadores, hierros, formas, tijeras. En el taller de vidrio, lo aprietan sobre el mármol, modelan, cortan, y lo labran (a follajes, a perfiles, a esmalte, a oro, a colores y pinturas). El virtuosismo del oficio queda de manifiesto cuando lo tiran en hilo, lo hilan, sacan pelucas, hacen toda suerte de tubos y fingen piedras preciosas.

## Técnicas

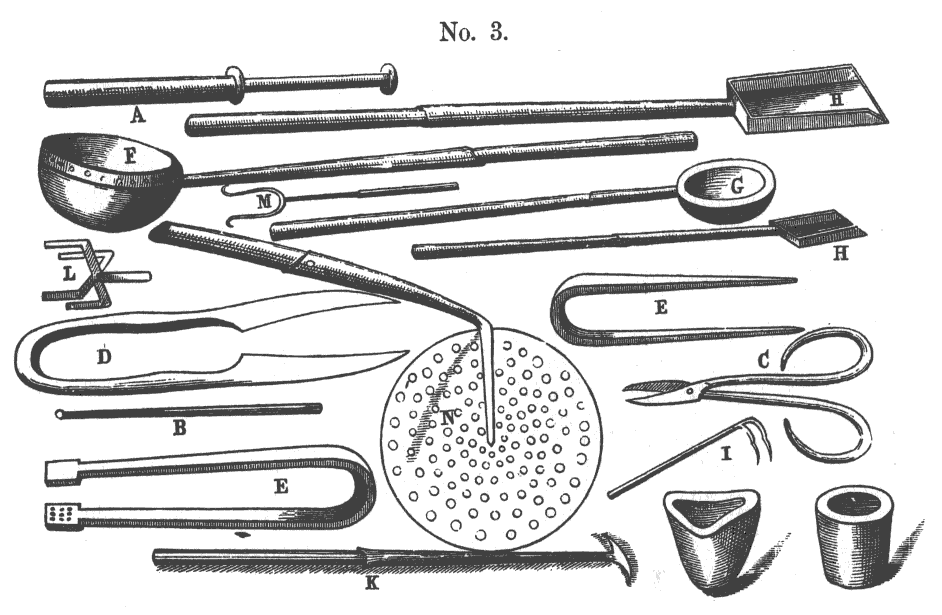
Herramientas de vidriero

Existen muchas técnicas para trabajar con el vidrio, las más comunes son: Apilado, arenado, emplomado, esmaltado, fletado, fusing, grabado, inclusiones, laminado, peinado, serigrafía, roll up, soplete, tejido, termofusión, tiffany, entre otros.

## Herramientas principales
- Cortadora de vidrio tipo "Fletcher"
- Cortadora de disco
- Taladro para vidrio
- Soplete

## Galería

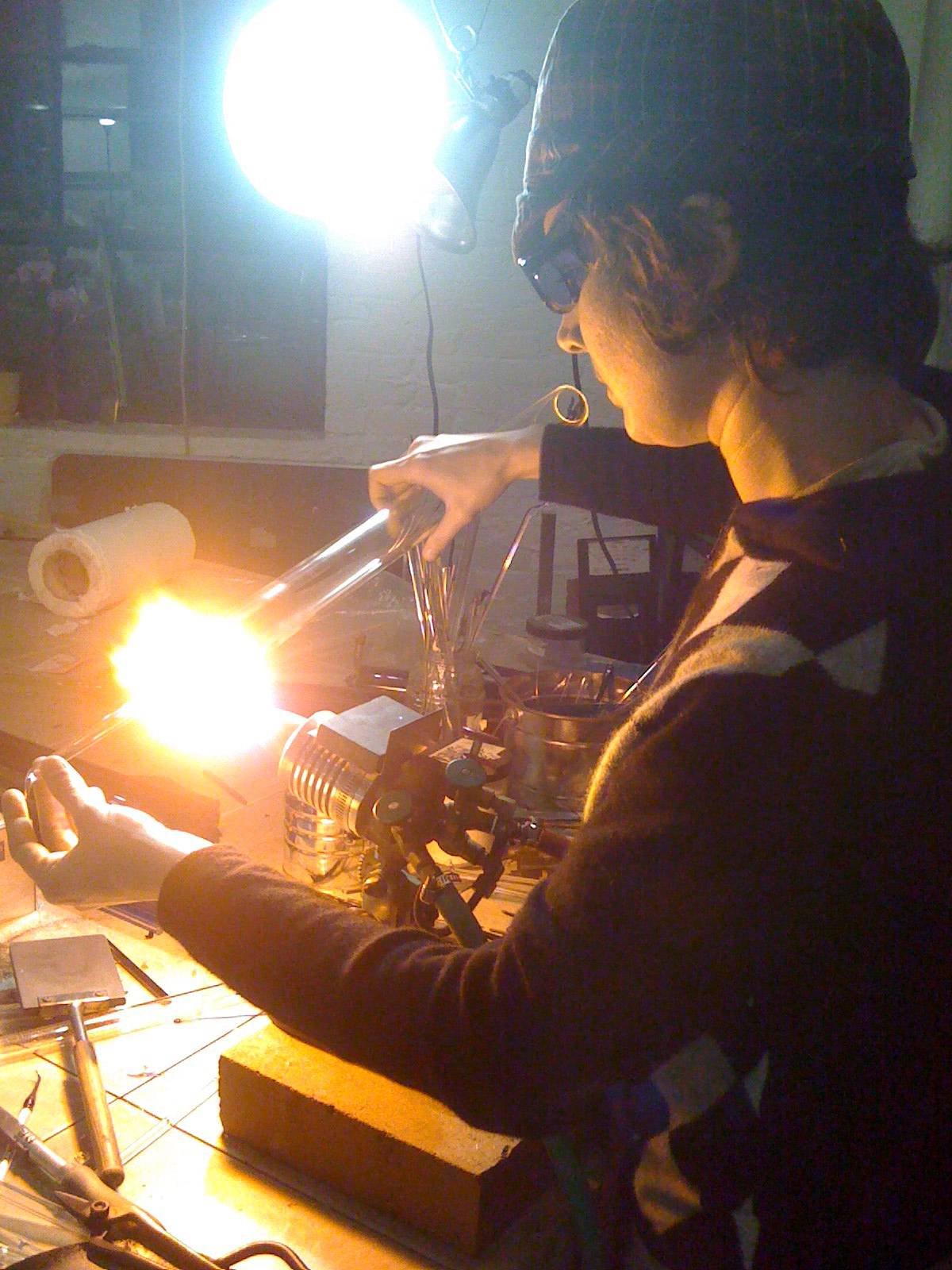
Vidriera trabajando
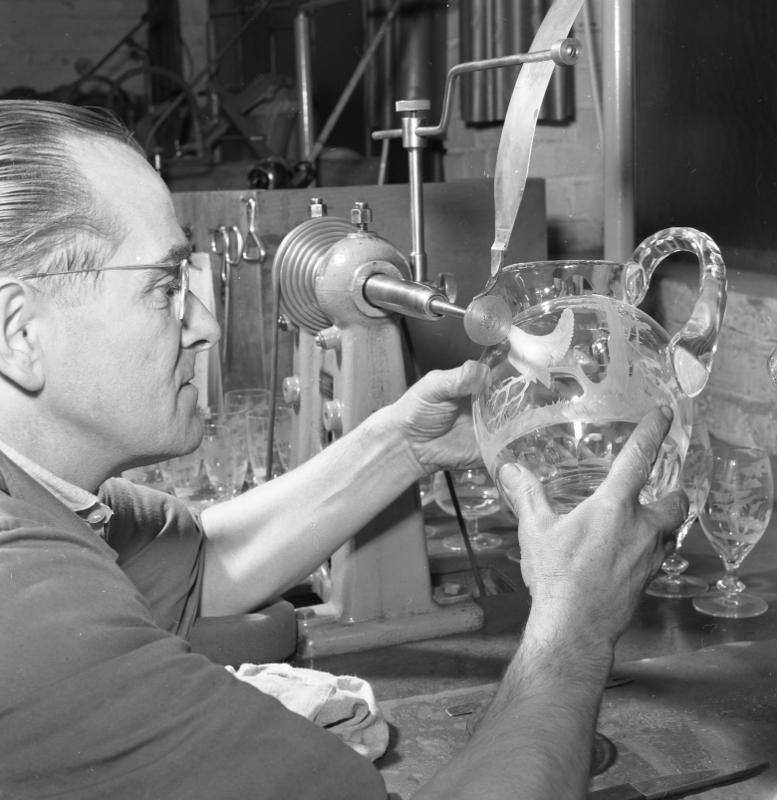
Vidriero grabando una jarra
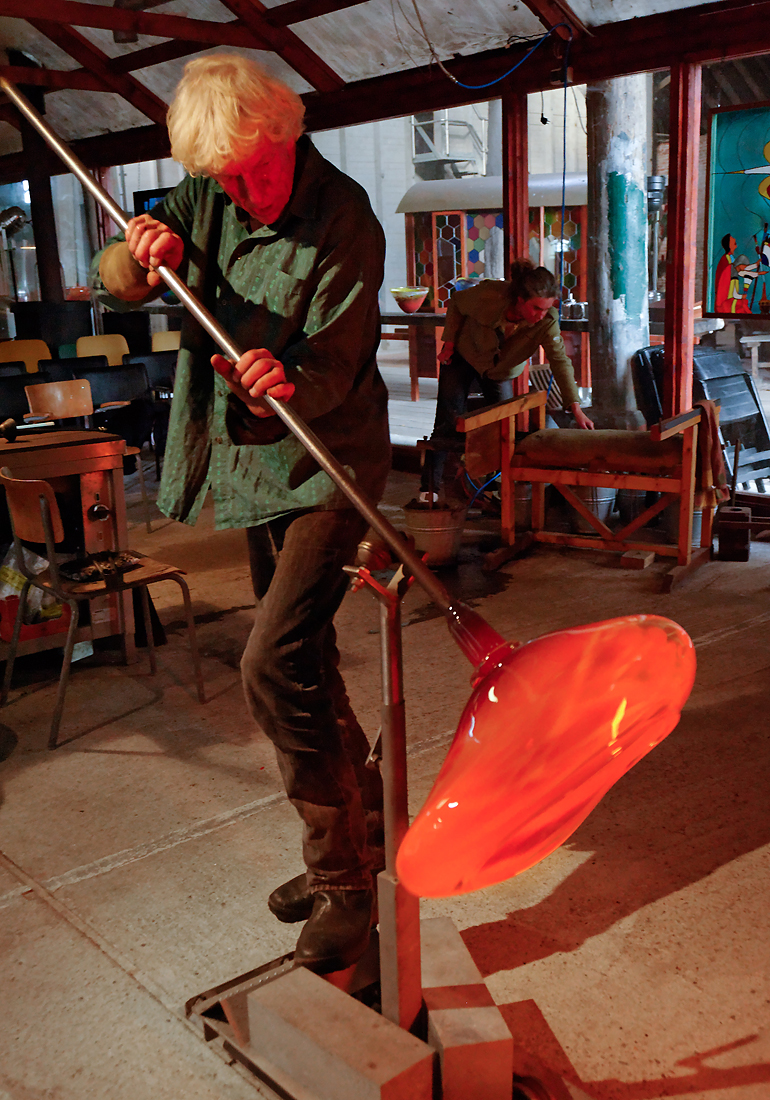
Soplado de vidrio
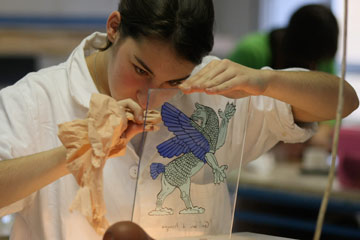
Coloreado del vidrio
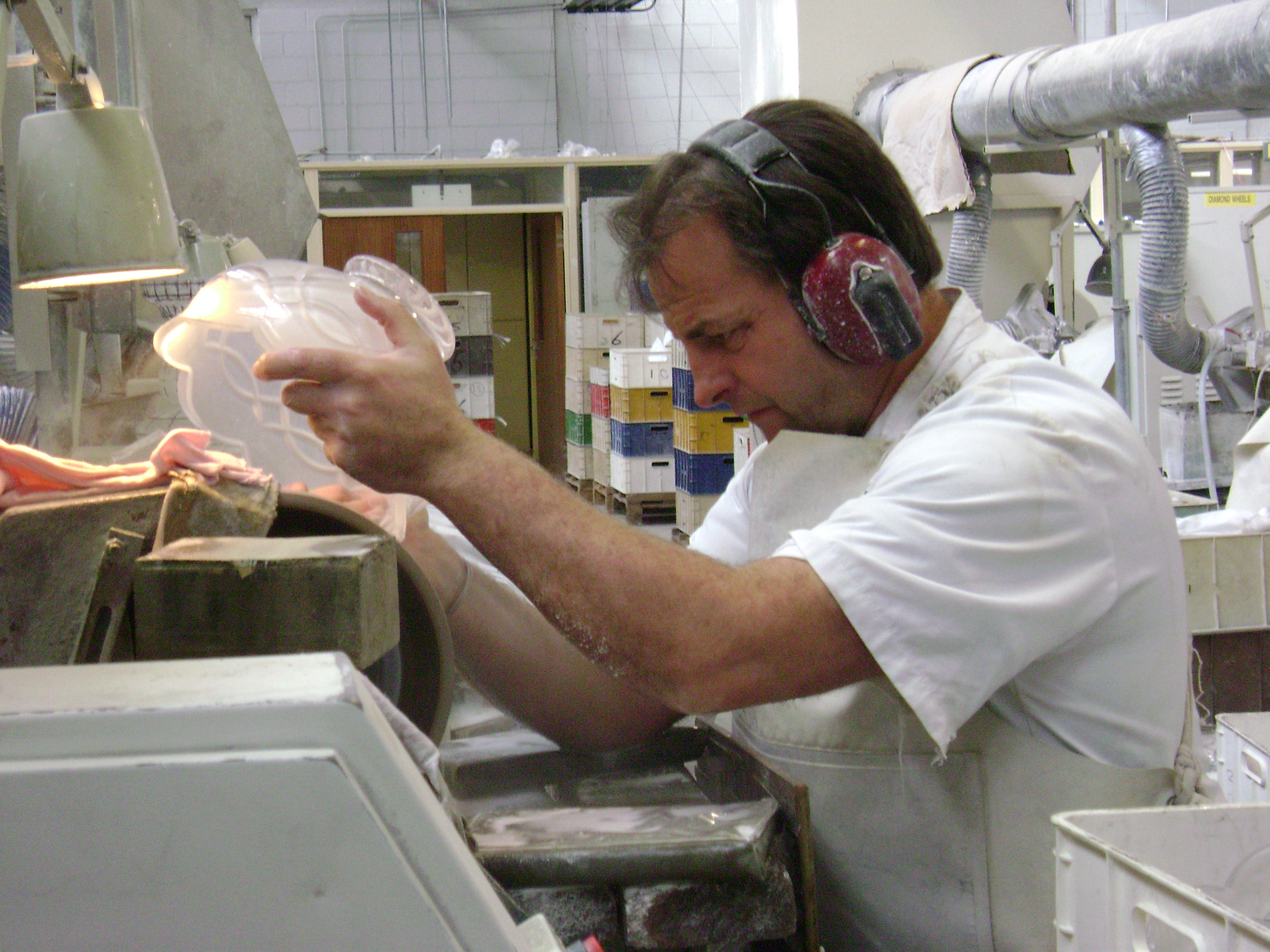
Corte del vidrio
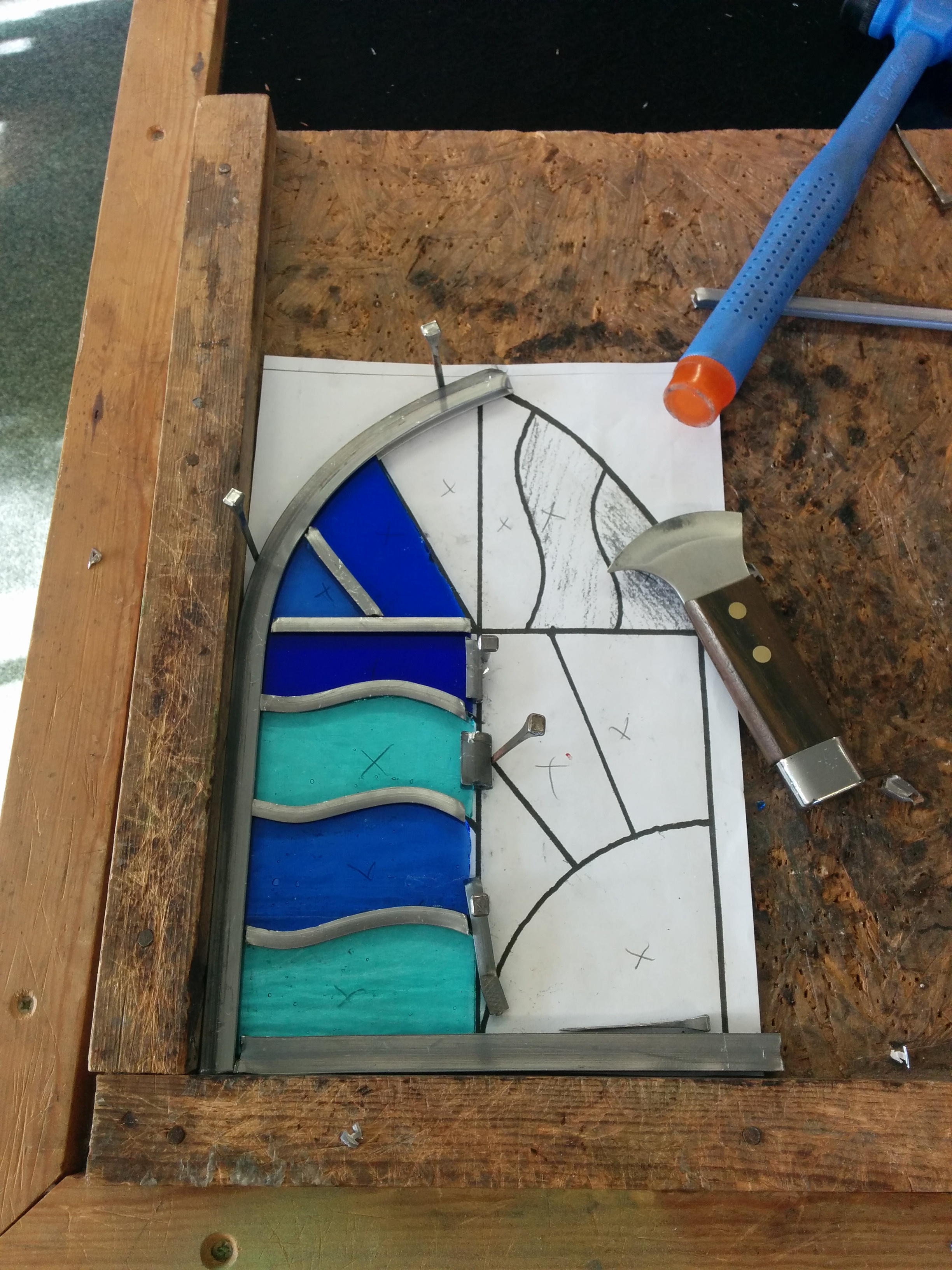
Montaje de una vidriera